# Jean Fournet-Fayard
Pour les articles homonymes, voir Fournet et Fayard.
Jean Fournet-Fayard, né le 31 décembre 1931 à Lyon et mort le 9 février 2020 à Oullins, est un footballeur français devenu dirigeant sportif. 
Il a été le président de la Fédération française de football de 1985 à 1993 puis son président d'honneur jusqu'à sa mort.

## Biographie

### Carrière en tant que joueur
Au poste de défenseur, Jean Fournet-Fayard s'est révélé sous le maillot du SO Pont-de-Chéruy en DH. 
International junior, il a été champion d'Europe juniors lors du tournoi organisé aux Pays-Bas en 1949. 
En 1950, il a signé un contrat professionnel de deux ans au SCO d'Angers (saison 1950-1951 : 5 matches, 0 but) en D2, avant qu'une blessure à un ménisque ne l'incite à arrêter sa carrière. Il a achevé ses études de pharmacie .

### Carrière en tant que dirigeant
Jean Fournet-Fayard a regagné ensuite sa ville de Lyon où il est devenu tour à tour entraîneur-joueur, entraîneur, président de clubs de la région (Pont-de-Chéruy, ASU Lyon), puis membre du Conseil Fédéral de la FFF (Fédération française de football). En parallèle, il a mené une carrière professionnelle qui l'a conduit jusqu'à la direction de Lipha, une société pharmaceutique comptant environ 2 000 salariés.
En décembre 1984, Fournet-Fayard a été élu à la tête de la FFF pour succéder à Fernand Sastre, puis réélu en 1988. Sous sa présidence, les succès sont d'abord au rendez-vous. La vigoureuse poursuite de la politique de formation amorcée dans les années 1970 se traduit par des progrès constants pour les clubs français dans les compétitions européennes, à l'exemple de l'AS Monaco, du Paris-Saint-Germain, et surtout de l'Olympique de Marseille. Après un sérieux passage à vide de 1986 à 1990, l'équipe de France se qualifie brillamment pour l'Euro 1992 sous la direction de Michel Platini, que Fournet-Fayard a nommé à la tête de la sélection en octobre 1988 en remplacement d'Henri Michel après un calamiteux match nul à Chypre.
Le 5 mai 1992, au drame de Furiani, l'effondrement d'une tribune provisoire fait 18 morts et plus de 2 300 blessés. La responsabilité de la FFF a été mise en cause ; Jean-Fournet-Fayard a fait l'objet d'un non-lieu, confirmé le 23 avril 1993 par la chambre d'accusation de la cour d'appel de Bastia. Jean Fournet-Fayard a démissionné de toutes ses fonctions à la FFF le 29 novembre 1993.